# اندیس استر خوئیه
استر خوئیه یک اندیس غیرفلزی است که در حوالی شهر باغین استان کرمان قرار دارد و مادهٔ معدنی موجود در آن، فلوئورین است.  